# الآباء المرهقين
الآباء المرهقين هو مصطلح مهين يشير إلى آباء من أي جنس لا يضطلعون بمسؤولياتهم الأبوية، لا سيما عندما يتهربون من التزامات إعالة الطفل أو ترتيبات الحضانة التي تأمر بها المحكمة. المصطلح الخاص بكل جنس تستخدم عادة للإشارة إلى الأشخاص الذين قد ربوا طفلا و تعمدوا عدم دفع دعم الطفل بأمر من قانون محكمة أسرة أو وكالة قانونية مثل وكالة دعم الطفولة.